# Alstom
Alstom S.A. (bis 1998 GEC Alsthom) mit Sitz in Saint-Ouen-sur-Seine ist ein französischer börsennotierter Konzern, der überwiegend in der Herstellung von Schienenfahrzeugen und -systemen tätig ist. Seit der Übernahme von Bombardier Transportation im Januar 2021 ist Alstom nach dem chinesischen Schienenfahrzeughersteller CRRC das zweitgrößte Unternehmen der Bahntechnik weltweit.

## Geschichte

### Ursprung
Das Unternehmen entstand 1928 als Alsthom durch Fusion der 1872 gegründeten Société Alsacienne de Constructions Mécaniques und der 1893 gegründeten Compagnie Française Thomson-Houston in Belfort, einer Tochtergesellschaft der Thomson-Houston Electric Company. Der Name des Unternehmens in der ursprünglichen Schreibweise Alsthom ist ein Kofferwort aus beiden Firmennamen in der Umgangssprache, Alsacienne und Thomson.
Nach 1928 spezialisierte sich Belfort auf die Produktion von Elektrolokomotiven, in Mülhausen wurden Dieselelektrische Lokomotiven produziert. Nach dem Krieg wurde die Produktion in Mülhausen nach und nach eingestellt, dafür wurde die Produktion in Belfort gesteigert, vor allem die Umstellung der französischen Eisenbahn von 1500 Volt Gleichstrom auf 25.000 Volt Wechselstrom führte zu reger Nachfrage. Auch im Export war Alsthom erfolgreich, in den 1960er Jahren war Alsthom der weltweit drittgrößte Hersteller von Diesel- und Elektrolokomotiven.
Mitte der 1960er Jahre konstruierte Alsthom als erstes französisches Unternehmen alkalische Brennstoffzellen. 1976 fusionierte Alsthom mit der Werft Chantiers de l’Atlantique zu Alsthom Atlantique und war in den 1980er Jahren unter dem Dach der staatlichen Compagnie générale d’électricité (später über Alcatel Alsthom in Alcatel umbenannt) der einzige französische Hersteller von Diesel- und Gaskraftwerken. 1988 wurden große Teile von Alsthom und der Sparte Power Systems der britischen General Electric Company (GEC) zu GEC-Alsthom zusammengelegt. 1994 übernahm GEC-Alsthom die Aktienmehrheit am Schienenfahrzeughersteller Linke-Hofmann-Busch (LHB) in Salzgitter, der danach als Alstom LHB firmierte und heute Alstom Transport Deutschland heißt. 1998 übernahm GEC-Alsthom die AEG Energietechnik. 1999 übernahm Alstom die Mehrheit am französischen Schienenfahrzeughersteller De Dietrich Ferroviaire.

### Börsengang und Rettung durch den Staat
Im Zuge des Börsengangs von Ende Juni 1998 wurde das Unternehmen von GEC Alsthom in Alstom umfirmiert. Im Zuge des Börsengangs wurde eine Sonderdividende von 7,9 Milliarden Francs (1,2 Milliarden €) an GEC und Alcatel-Alsthom ausgeschüttet. Im gleichen Jahr gliederten die GEC und die seit 1991 in Alcatel Alsthom umbenannte CGE die GEC-Alsthom aus und verkauften ihre Anteile schrittweise bis 2001. Die bis Anfang 2007 verwendete Schreibweise ALSTOM wurde eingeführt, gleichzeitig verschwand auch der Name Alsthom aus der Muttergesellschaft Alcatel. Heute wird die Schreibweise Alstom verwendet.
Aufgrund der immer weiter fortschreitenden Konzentration bei den Herstellern von Kraftwerksanlagen wurde mit der schweizerisch-schwedischen ABB im Jahr 1999 das Joint Venture ABB ALSTOM Power gegründet, das die Kraftwerkssparten beider Unternehmen umfasste. Im Jahr 2000 erwarb Alstom alle Anteile jener Gesellschaft von ABB, die diese aufgrund finanzieller Schwierigkeiten bei den großen ABB-Gasturbinen verkaufen musste, um eine drohende Insolvenz abzuwenden, die durch technische Probleme und nachfolgende Vertragsstrafen ausgelöst wurde. Anschließend wurde der Kraftwerksbereich, der sich mit dem Zukauf von ABB praktisch verdoppelt hatte, wieder vollständig in den Konzern eingegliedert. Alstom erwarb mit dem Kraftwerksbereich das komplette ABB-Know-how und den Service der BBC/ABB-Flotte im Bereich der Dampfturbinen, Generatoren und Gasturbinen, aber auch alle finanziellen Risiken und Altlasten im Zusammenhang mit technischen Problemen der GT24/26-Gasturbinenreihe. 2004 ging man dabei von dadurch verursachten Verlusten in Höhe von 4,5 Mrd. Euro aus.
Im Oktober 2000 übernahm das Unternehmen den italienischen Schienenfahrzeug-Hersteller FIAT Ferroviaria. Für den 51-Prozent-Anteil bezahlte Alstom 147 Millionen Euro an FIAT und übernahm Schulden in Höhe von 45 Millionen Euro. Zum 1. Februar 2001 wurde das Unternehmen von FIAT Industrie Ferroviarie in Alstom Ferroviaria umbenannt. Alstom übte im Jahr 2002 eine Option aus und übernahm damit die ehemalige FIAT Ferroviaria komplett.
Aufgrund der oben beschriebenen und weiteren Firmenzukäufe sowie der von der ehemaligen ABB-Kraftwerkesparte übernommenen Projektrisiken hatte Alstom zu Beginn des neuen Jahrtausends einen hohen Schuldenstand. 2002 war bei einem Umsatz von 21,35 Milliarden Euro ein Verlust von 1,35 Milliarden Euro verzeichnet worden. Verstärkt durch erhebliche technische Probleme beim Betrieb der noch von ABB entwickelten Gasturbinen und ein geplatztes Kreuzfahrtschiff-Geschäft sowie wegen des weltweit rückläufigen Geschäfts mit Kraftwerksneuanlagen war es dem Konzern im Jahr 2003 nicht mehr möglich, alle Kredite zu bedienen. Um kurzfristig die Finanzsituation zu verbessern, wurde zunächst im Sommer 2003 das von der ehemaligen AEG stammende Industrieturbinengeschäft an Siemens, dann im Frühjahr 2004 das Energieübertragungsgeschäft an Areva und schließlich das im Sektor Power Conversion zusammengefasste Anlagengeschäft an Finanzinvestoren verkauft, das danach unter Converteam firmierte und später die Sparte Power Conversion des General-Electric-Konzerns wurde.
Mitte 2003 kündigte das Unternehmen an, seinen Produktionsstandort im britischen Washwood Heath zu schließen, nachdem keine neuen Aufträge mehr absehbar waren. Im September 2003 stimmten die Gläubigerbanken einem 3,2 Milliarden Euro umfassenden Rettungsplan für das Unternehmen zu. Neben 2,4 Milliarden Euro aus Bankenmitteln verpflichtete sich der französische Staat, 800 Millionen Euro zur Rettung des Unternehmens beizutragen. Zuvor hatte die EU dem Plan der französischen Regierung zugestimmt. Diese Staatshilfen bewahrten das Unternehmen vor der Insolvenz. Im Frühjahr 2004 kündigte das Unternehmen deutlich größere Restrukturierungskosten als zunächst geplant an; statt geschätzten 450 bis 500 Millionen sollten 650 Millionen Euro aufgewendet werden. Mitte 2004 billigte die EU-Kommission den Rettungsplan unter Auflagen. Demnach musste das Unternehmen binnen vier Jahren neue Partner für mehrere Sparten finden, die Staatsfinanzierung musste anschließend auslaufen. Im Gegenzug erhielt der französische Staat die Erlaubnis, dem Unternehmen 2,29 Milliarden Euro zur Verfügung zu stellen und dabei bis zu 31,5 Prozent des Aktienkapitals zu übernehmen. Am 9. Juli 2004 stimmte die Generalversammlung der Aktionäre diesem Plan zu.
Der Restrukturierung dienende Bankkredite wurden dabei durch den französischen Staat abgesichert. Diese Absicherung wurde anfangs von der Europäischen Kommission als wettbewerbsverzerrende staatliche Subvention angesehen. Solche Beihilfen sind nach EU-Wettbewerbsrecht ohne Zustimmung der EU-Kommission unzulässig. Deshalb fanden zahlreiche Gespräche zwischen der Europäischen Kommission, der französischen Regierung und Alstom über die Zukunft des Konzerns statt. Die EU-Kommission genehmigte die staatlichen Beihilfen am 7. Juli 2004. Im Gegenzug musste sich das Unternehmen Alstom für industrielle Partnerschaften öffnen, die wesentliche Teile der Alstom-Aktivitäten umfassen. Was die Wahl der industriellen Partner betrifft, machte die Kommission keine Vorgaben, allerdings galt für einen Einstieg staatlich kontrollierter Unternehmen ein Genehmigungsvorbehalt durch die EU-Kommission.

### Restrukturierungen und Übernahme der Energiesparte durch General Electric

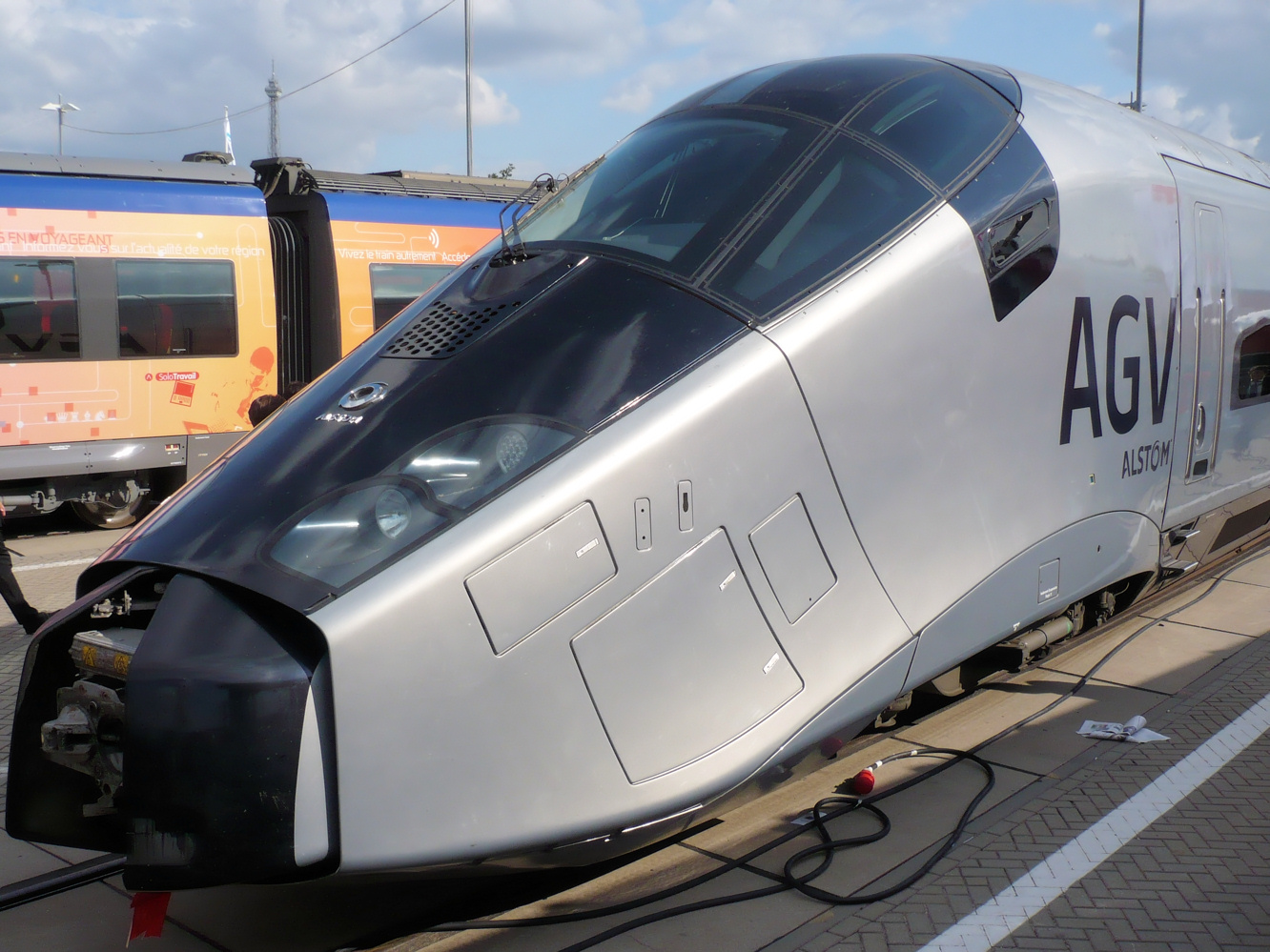
Alstom AGV

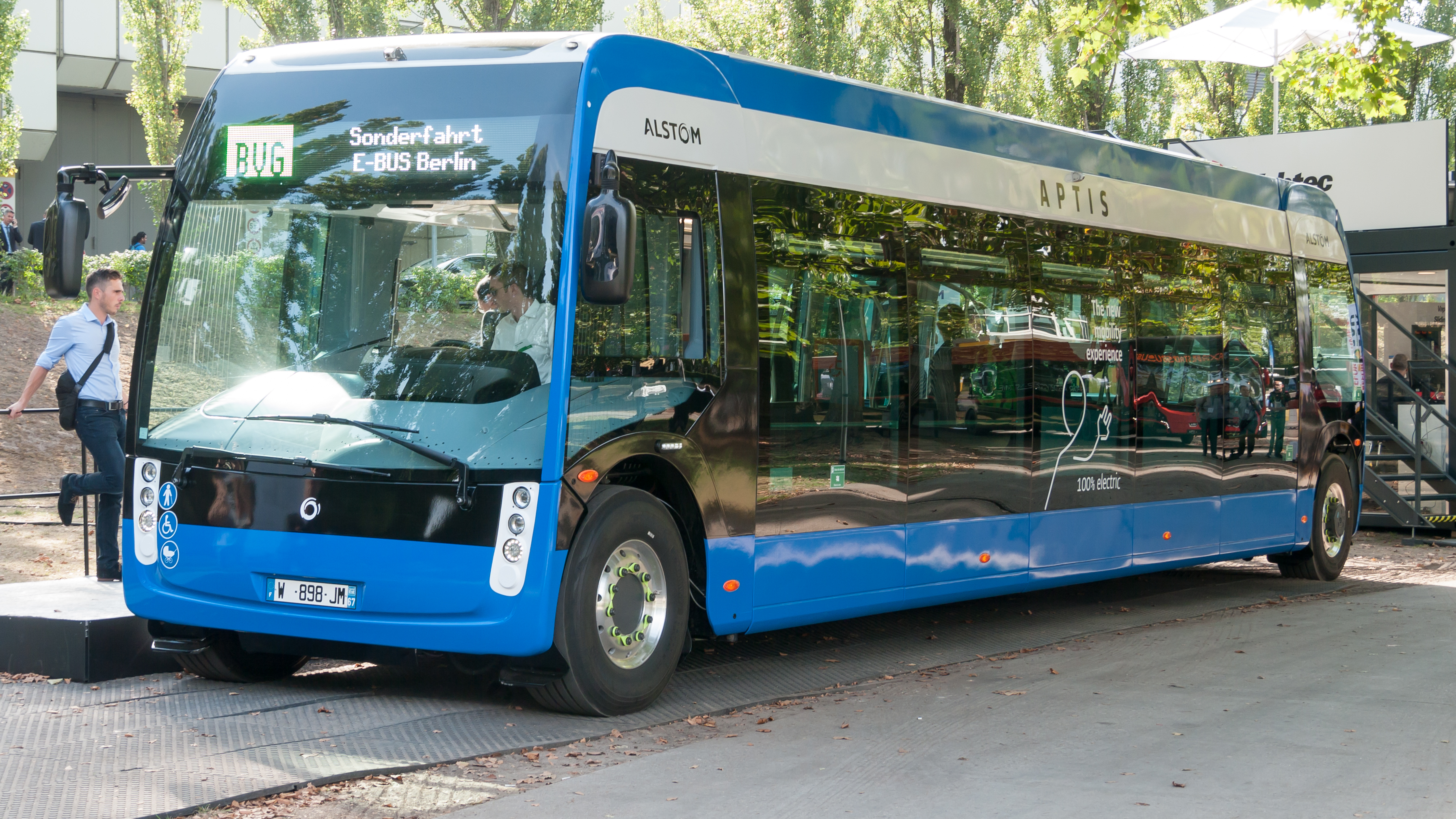
Alstom-Aptis-Batteriebus mit Allradlenkung

2006 übernahm Bouygues den vorher vom französischen Staat gehaltenen Aktienanteil von 21,03 %, stockte diesen Ende Juni 2007 auf 25,35 % auf und hielt 2013 29,4 % an Alstom. Bouygues wurde dadurch zum größten Aktionär. Alstom stellte am 5. Februar 2008 in La Rochelle mit dem AGV den völlig neu konzipierten Hochgeschwindigkeitszug der nächsten Generation vor. Im Juni 2010 hat Alstom die 2004 an Areva abgetretene Energieübertragung gemeinsam mit Schneider Electric zurückgekauft. Der Bereich Hochspannung verblieb bei Alstom und agiert fortan unter dem Namen Alstom Grid als neuer Geschäftsbereich.
Ende April 2014 wurden Pläne über den möglichen Verkauf des gesamten Energiegeschäfts mit den Sparten Power und Grid (die insgesamt 71 % des Konzernumsatzes darstellen) an den amerikanischen Konkurrenten General Electric bekannt, die jedoch von der französischen Regierung abgelehnt wurden; am Wochenende des 26. April berichtete die Presse von einer Gegen-Offerte von Siemens und einen Tag darauf über eine eventuelle Offerte des französischen Staates. Diese hätte die Offerte von Siemens nichtig werden lassen. Industrieminister Arnaud Montebourg erließ das sogenannte „Lex-Alstom“-Dekret, das die Übernahme französischer Konzerne durch ausländische Unternehmen erschweren sollte. Im November 2014 genehmigte die französische Regierung den Verkauf des Energiegeschäfts an General Electric. Der französische Staat übernahm von Bouygues „leihweise“ einen Anteil an Alstom von bis zu 20 % (Aktien die später an Bouygues zurückfallen sollten). Nach einer Prüfung durch europäischen Kartellbehörden wurde am 2. November 2015 die Übernahme der Alstom-Energiesparte durch General Electric wirksam. Der Kraftwerkszubehörbereich Steam Auxiliary Components wurde im September 2014 als Arvos Group selbstständig.
Im November 2014 kaufte das Unternehmen den französischen Leit- und Sicherungstechnik-Hersteller Areva Command & Control. Anschließend erwarb das Unternehmen von Balfour Beatty einen 50-Prozent-Anteil an Signalling Solutions Ltd. Im November 2015 wurde außerdem die Akquisition von GE Signalling abgeschlossen; Alstom erwarb das Unternehmen für 700 Millionen US-Dollar und wurde damit nach eigenen Angaben der weltweit zweitgrößte Anbieter von Signaltechnik. Es beschäftigte in diesem Bereich Anfang 2016 rund 6000 Mitarbeiter.

### Gescheiterte Zusammenlegung von Alstom mit Siemens Mobility
Im September 2017 gaben Siemens und Alstom bekannt, dass Alstom den Kern einer zukünftigen Siemens Alstom bilden sollte, die durch Einbringung der Transportsparte von Siemens, Siemens Mobility, entstehen sollte; Siemens sollte durch Ausgabe neuer Alstom-Aktien an dem erweiterten Unternehmen knapp über 50 % erhalten. Die Transaktionsstruktur wurde von den Akteuren als „Fusion unter Gleichen“ beschrieben.
Die aufnehmende Alstom wäre unter dem Namen Siemens Alstom an der Börse in Paris notiert gewesen, mit ihrem Unternehmenssitz in Frankreich verblieben, und sollte weiterhin von ihrem damaligen CEO, Henri Poupart-Lafarge, geführt werden. Die Umsetzung dieser Transaktion sollte bis Anfang 2019 nach Unterzeichnung endgültiger Fusionsverträge, Zustimmung der Alstom-Hauptversammlung, der Ausschüttung einer Sonderdividende an Alstom-Aktionäre und Erfüllung aller weiteren Bedingungen (insbesondere Zustimmung der EU-Kommission) erfolgen. Nach einer Wartefrist von vier Jahren hätte Siemens seine Anteile aufstocken können. Des Weiteren wurde eine Bestandsgarantie über vier Jahre für Standorte und Arbeitsplätze abgegeben.
Die zusammengelegten Aktivitäten von Alstom und Siemens hätten einen kumulierten Umsatz von 15,3 Milliarden Euro und ein bereinigtes Betriebsergebnis von 1,2 Milliarden Euro gehabt; sie hätten rund 62.300 Mitarbeiter in mehr als 60 Ländern weltweit beschäftigt.
Das Projekt genoss das Wohlwollen der Regierungen Deutschlands und Frankreichs.
Dennoch gab es Widerstand gegen das Projekt, insbesondere in Frankreich, wo Gewerkschaften und Politiker die geplante Fusion als „Ausverkauf an Siemens“ bewerteten und den Bestandsschutz für Werke und Arbeitsplätze als nicht ausreichend erachteten. Andererseits wurde die Fusion auch teilweise in Deutschland als Ausverkauf gesehen, weil der Hauptsitz in Saint-Ouen-sur-Seine bei Paris gewesen wäre und die Beteiligung am neuen Bahntechnikkonzern durch Siemens nur begrenzt gewesen wäre. Siemens-Chef Joe Kaeser deutete in einem Interview im Juni 2018 im Manager-Magazin an, dass die Beteiligung in fünf Jahren auf dem Prüfstand stehen könnte, der Hersteller wäre dann womöglich rein französisch gewesen.

Der Zusammenschluss wurde am 6. Februar 2019 von der EU-Kommission untersagt. Die zuständige Kommissarin Margrethe Vestager begründete dies damit, dass sich dieser negativ auf den Binnenwettbewerb und somit letztlich auch auf die Verbraucher auswirken würde.

### Übernahme von Bombardier Transportation
Im Februar 2020 ließ Alstom verlauten,  Bombardier Transportation übernehmen zu wollen, dies sollte einen Bahntechnikkonzern mit etwa 15 Mrd. Euro Jahresumsatz schaffen.
Diese Fusion wurde Ende Juli 2020 von der EU-Kommission unter Auflagen genehmigt.
Die Übernahme musste auch von anderen Wettbewerbsbehörden genehmigt werden, was Anfang Dezember 2020 abgeschlossen war.
Die beiden Konzerne lagen vor der Fusion auf Platz 2 und 3 im weltweiten Vergleich. Nur der chinesische Zugkonzern CRRC konnte einen größeren Umsatz vorweisen.
Im Januar 2021 wurde die Fusion abgeschlossen, das damit entstandene Unternehmen hatte nach eigenen Angaben 75 000 Mitarbeiter und einen Umsatz von rund 16,5 Milliarden Euro.
Auf dem französischen und deutschen Markt für Regionalzüge hätte der fusionierte Konzern eine marktbeherrschende Stellung erlangt. Damit ein neuer Wettbewerber Zutritt zu diesen Märkten bekommt, verlangte die europäische Kartellbehörde u. a. den Verkauf des Alstom-Werkes in Reichshoffen (Alstom) sowie einer Fertigungslinie im Werk Hennigsdorf (Bombardier) bis Ende Juli 2021. Die dazu mit Škoda Transportation geführten Verhandlungen waren bis August 2021 nicht erfolgreich. Im November 2021 wurde der spanische Wettbewerber Construcciones y Auxiliar de Ferrocarriles (CAF) als Käufer benannt, der zum 1. August 2022 für 75 Mio. EUR die Coradia-Polyvalent-Plattform, das Werk Reichshoffen und die Talent-3-Plattform übernahm. Die Geschäftsaktivitäten in Bezug auf den Hochgeschwindigkeitszug Bombardier Zefiro wurden zum 1. Juli 2022 an Hitachi Rail übertragen.
Hinsichtlich des Marktes für Höchstgeschwindigkeitszüge – dazu zählen Züge, die Geschwindigkeiten von 300 km/h oder mehr erreichen – wurde die Position des Wettbewerbers Hitachi Rail Europe gestärkt. Hitachi liefert in Zusammenarbeit mit Bombardier Transport den V300 Zefiro (Frecciarossa 1000) an Trenitalia und die beiden Unternehmen bildeten ein Joint Venture, das sich an der Ausschreibung von Zügen für die britische High-Speed-2-Strecke beteiligte. Alstom trat dort mit seinem Avelia-Hochgeschwindigkeitszug an. Da der EU-Austritt des Vereinigten Königreichs (Brexit) noch nicht vollzogen war, konnte die EU-Wettbewerbsbehörde verlangen, dass beide als Konkurrenten im Ausschreibungswettbewerb verblieben. Als im Dezember 2021 das Joint Venture (inzwischen Hitachi/Alstom) den Zuschlag erhielt, freute Alstom sich über die daraus resultierende Beschäftigung für die von Bombardier übernommenen britischen Werke. Anders verhielt sich Alstom Anfang 2021 in Frankreich, wo kurz vor der Fusion mit Bombardier Transport der Zuschlag für doppelstöckige Nahverkehrszüge im Wert von mehr als 2,5 Milliarden Euro an den einzigen Wettbewerber, ein Konsortium aus Bombardier und CAF, erteilt wurde. Alstom klagte dagegen und wollte nach vollzogener Fusion den Auftrag nicht unterschreiben, bis der Auftraggeber mit einer Zuverlässigkeitsklausel bei künftigen Ausschreibungen drohte.
Mit dem Erwerb von Bombardier Transportation übernahm Alstom auch dessen Signalsparte, welche unter den Markenbezeichnungen EBICAB (Triebfahrzeuge) und EBILOCK (Stellwerke) weite Marktverbreitung hat.
Im April 2022 wurde bekannt, dass Alstom gegen Bombardier ein Schiedsgerichtsverfahren eingeleitet hat, weil Bestimmungen aus dem Kaufvertrag von 2020 nicht eingehalten worden seien.
Nach der Übernahme von Bombardier tauchten im Jahr 2023 mehrere Probleme bei Großprojekten auf, die Bombardier akquiriert hatte, z. B. 443 Vorortzüge für London im Umfang von 5 Mrd. €, 775 Züge für die Metro von San Francisco im Umfang von 1,6 Mrd. $ und Doppelstockzüge für die Schweiz im Umfang von 600 Mio. Schweizer Franken. Diese Projekte hatten Verzug und Qualitätsprobleme und wurden hochdefizitär. Auch Alstom selbst hatte schon vorher problematische Projekte wie die Metro von Lille mit einem Verzug von 10 Jahren (2024). Ein Teil der Probleme rührt daher, dass Alstom 46 Produktionsstätten hatte (2024), oft zu klein und wenig spezialisiert.

## Unternehmen
Das Unternehmen hat Tochtergesellschaften in etwa 100 Ländern weltweit; die Gesamtzahl der Beschäftigten betrug etwa 80.000 (Stand 2023); der weltweite Umsatz im Geschäftsjahr zu Ende März 2016 betrug 8 Milliarden Euro.
Aktionärsstruktur und Börse
Größter Aktieninhaber war bis 2006 der französische Staat. Dessen Anteile wurden weitgehend vom französischen Bouygues-Konzern übernommen, der zwischen 2011 und 2019 rund 30 % des Kapitals hielt. Im September 2019 verkaufte Bouygues rund 13 % der Anteile für 1,08 Milliarden Euro an institutionelle Investoren, blieb danach mit 14,7 % (Stand: Februar 2020) zunächst weiterhin größter Aktionär. Nach der Fusionsankündigung reduzierte Bouygues im September 2020 seinen Anteil zunächst auf 9,7 %; er fiel nach einer im November 2020 durchgeführten Kapitalerhöhung auf 8 %. Bei der Kapitalerhöhung brachte der Großaktionär von Bombardier Transportation, die kanadische Rentenversicherung Caisse de dépôt et placement du Québec 2,63 Mrd. Euro an neuem Kapital ein und wurde anschließend mit etwa 17,8 % des Kapitals zum größten Aktionär von Alstom.
Im September 2020 rückten die Alstom-Aktien in den Börsenindex CAC 40 auf, aus dem sie nach zehnjähriger Zugehörigkeit 2016 ausgeschieden waren, nachdem ihr Wert damals zu gering geworden war.

## Fahrzeuge

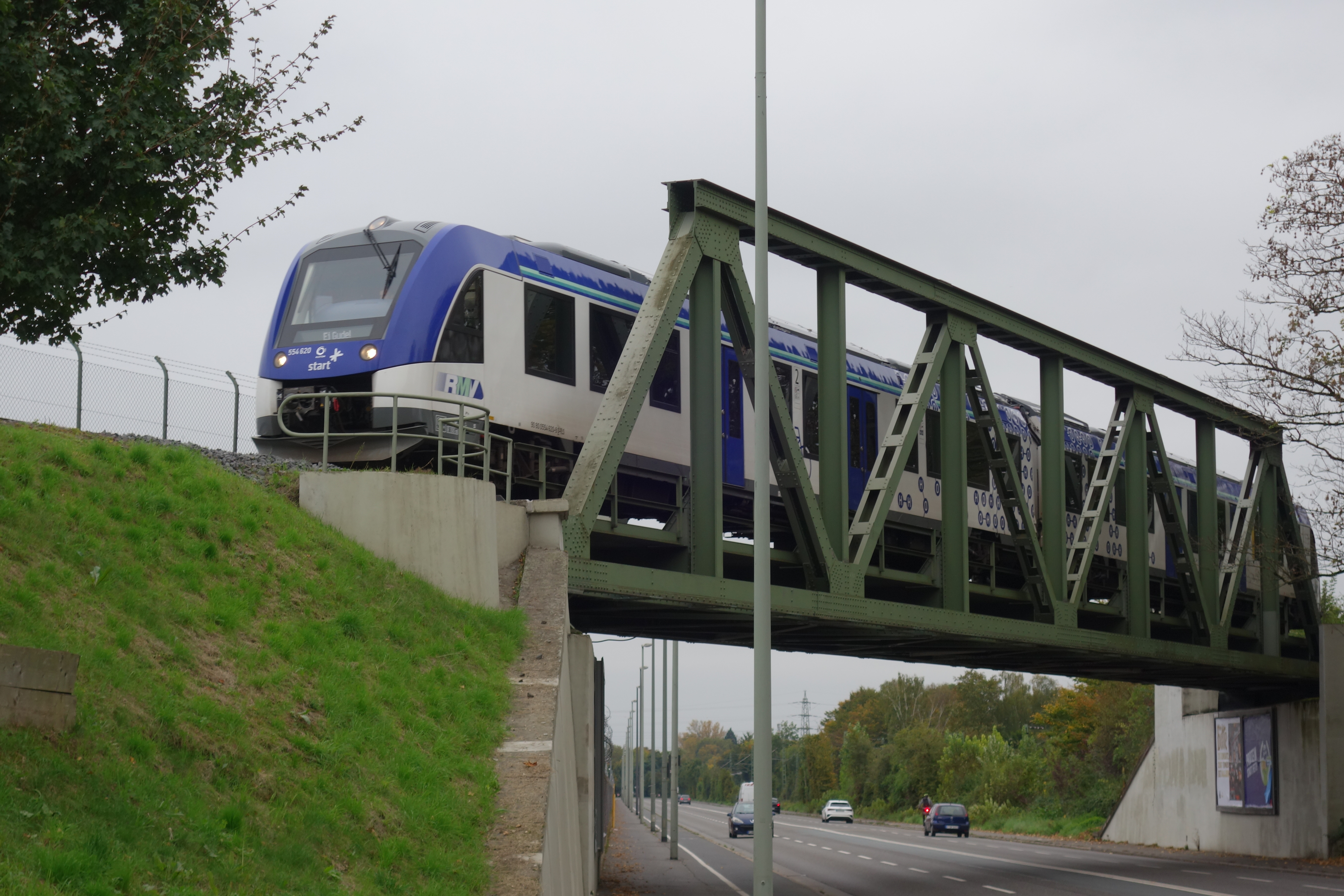
Wasserstofftriebzug vom Typ iLint der Regionalverkehre Start Deutschland

Aktuell bietet Alstom folgende Fahrzeuge in ihrer Produktpalette an:
- Avelia: Marke für Hochgeschwindigkeitszüge (Avelia Horizon, Avelia Liberty, Pendolino)
- Coradia: Marke für Regionalverkehrszüge
  - Coradia Stream: einstöckige Elektrotriebwagen
  - Coradia Max: kombinierte ein- und doppelstöckige Elektrotriebwagen
  - Coradia iLINT: einstöckiger Elektrotriebwagen mit Stromversorgung aus Brennstoffzellen mit Wasserstoff
  - Coradia Continental BEMU: einstöckiger Elektrotriebwagen mit Stromversorgung aus Batterien
- Adessia: Marke für Pendler- bzw. Vorortzüge
- Citadis: Marke für Straßenbahnen
- Flexity: Marke für Straßenbahnen, übernommen von Bombardier
- Metropolis: Marke für U-Bahn-Züge
- Traxx: Marke für Lokomotiven, übernommen von Bombardier

## Aktivitäten

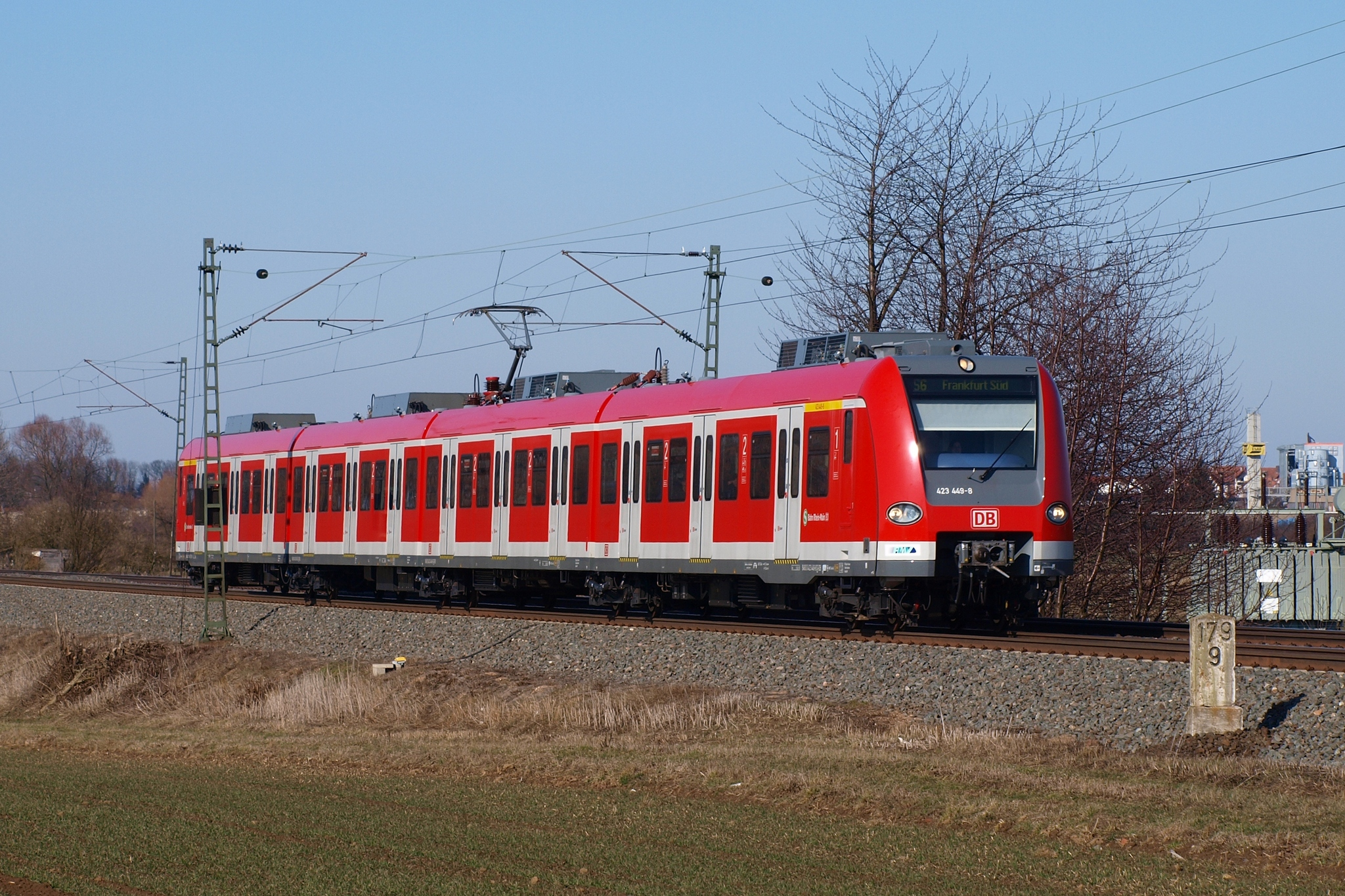
S-Bahn-Triebzug der Baureihe 423

Der Konzern ist seit dem Verkauf der Sparte Energie im Jahr 2014 ausschließlich im Bereich Transport tätig. Hauptsächlich werden Schienenfahrzeuge für den Fernverkehr (darunter der TGV), den Nahverkehr (z. B. Coradia Stream, iLINT, Coradia Continental), U-Bahn- und Straßenbahn-Fahrzeuge (Citadis) hergestellt. Daneben werden auch stationäre Signal-, Zugsicherungs- und -beeinflussungsanlagen sowie zugehörige Verkehrsleitsysteme hergestellt.

### Deutschland
Die deutsche Alstom-Gruppe beschäftigte vor der Übernahme von Bombardier Transportation etwa 2500 Mitarbeiter und hatte 2018/2019 einen Jahresumsatz von 872 Millionen Euro. Ihre Standorte befinden sich in Berlin, München, Waibstadt, Braunschweig, Salzgitter, Kassel und Stendal. Der ehemalige, 1994 erworbene Schienenfahrzeughersteller Linke-Hofmann-Busch in Salzgitter bildete als Produktionsstandort den Kern der Alstom Transport Deutschland. Durch die Übernahme kamen in Deutschland rund 6000 Mitarbeiter an den Produktionsstandorten Hennigsdorf, Bautzen, Görlitz, Netphen, Mannheim und Kassel hinzu. 2024 beschloss Alstom einen Verkauf des Werks Görlitz.

### Schweiz
Im Jahr 2014 waren an vier Standorten in der Schweiz 6500 Mitarbeiter beschäftigt. Für rund die Hälfte des damaligen Umsatzes war die Energiesparte Alstom Thermal Power verantwortlich, die ihren Hauptsitz im schweizerischen Baden am ehemaligen Stammsitz der Brown, Boveri & Cie. hatte. Seit dem Verkauf an General Electric haben die GE-Sparten Power Services und Steam Power Systems weiterhin ihren Hauptsitz in Baden. Der Schweizer Teil von Alstom Grid (5,1 Mrd. Euro Umsatz) entstand aus der Sprecher & Schuh in Aarau. Diese wurde 1998 in Alstom integriert und wird seit 2010 als separate Einheit geführt. Sie baut im In- und Ausland unter anderem Schaltanlagen. Auch Alstom Transport hat einen Ableger in der Schweiz. Auf dem Umweg über den Fiat-Konzern stieß 2001 der traditionelle Bahnwagen-Geschäftsbereich der 1853 gegründeten Schweizerischen Waggonfabrik (heute: SIG Group) aus Neuhausen (SH) zu Alstom und war für einen Umsatz von 7,1 Mrd. Euro jährlich mitverantwortlich.

### Österreich
Alstom hat einen Standort in Wien mit rund 700 Mitarbeitern. Wien ist weltweites Kompetenzzentrum für Straßen- und Stadtbahnen, jährlich werden hier bis zu 100 Straßen- und Stadtbahnzüge hergestellt. Das Werk ging aus den Lohner-Werken hervor.

### Belgien
Alstom Belgium verfügt am Standort Charleroi über Kompetenzzentren für die Speicherung und Umwandlung elektrischer Energie sowie für die Signaleinrichtungen für Hauptstrecken. Der Standort geht zurück auf die 1886 gegründeten ACEC (Ateliers de Constructions Électriques de Charleroi) und gehört seit 1989 zu Alstom. Im Werk Brügge (ehemals La Brugeoise et Nivelles), das über die Fusion mit Bombardier Transport 2021 zu Alstom Belgien kam, werden Regionalzüge für die SNCB gefertigt.

### Frankreich
Bereits vor der Fusion mit Bombardier Transport (2021) fertigte Alstom in über einem Dutzend Werken in Frankreich Eisenbahnzüge, Straßenbahnen und Signalausrüstungen. Durch die TGV-Fertigung bekannt sind die Werke in Belfort und Aytré (bei La Rochelle). Das größte von Bombardier eingebrachte Werk im nordfranzösischen Crespin fertigte einst Schienenfahrzeuge der Marke Blanc-Misseron. Im Rahmen der Fusionskontrolle musste Alstom sein Werk im elsässischen Reichshoffen an einen Wettbewerber (CAF) veräußern.

### Italien
Im Jahr 2000 erwarb Alstom einen Anteil von 51 % an der Fiat Ferroviaria mit einer Option zur Übernahme der restlichen 49 %. Die Zahl der Alstom-Standorte in Italien stieg damit auf acht, die Zahl der Beschäftigten auf 3000 und der Umsatz auf 500 Millionen Euro. Alstom übte 2002 die Option auf die Übernahme der restlichen Anteile aus und übernahm damit Fiat Ferroviaria komplett. Das von Fiat Ferroviaria übernommene Werk in Savigliano produziert Schienenfahrzeuge und ist im Konzern das Kompetenzzentrum für die mit Neigetechnik ausgestatteten Avelia Pendolino-Züge. Über Bombardier Transport kam 2021 das Lokomotivenwerk in Vado Ligure zu Alstom. In Bologna befindet sich das Alstom-Kompetenzzentrum für Signalisierungs- und Überwachungstechnik. 2021 zählte Alstom in Italien 3500 Beschäftigte in 10 Werken.

### Polen
Im Jahr 1997 erwarb Alstom das Waggonwerk Konstal in Chorzów, das Straßenbahnwagen und U-Bahn-Wagen baut. Außerdem kaufte Alstom Betriebe, die Turbinen und Elektromotoren produzieren (in Warschau, Breslau, und Elbląg). Alstom beteiligt sich auch an Projekten in drei großen Kraftwerken (Pątnów-Konin, Łagisza und Bełchatów; Gesamtleistung etwa 1800 MW). 2010 hatte Alstom in Polen etwa 2200 Beschäftigte.
Nach der Übernahme von Bombardier Transport beschäftigt Alstom 2021 rund 4000 Mitarbeiter an 11 Standorten. Im Bereich Schienenverkehr kamen zwei traditionsreiche Produktionsstandorte hinzu, die bereits Vorgänger von Bombardier Transport erworben hatten. Die Pafawag in Wrocław war 1997 von Adtranz übernommen worden und am ZWUS-Werk in Katowice hatte sich schon 1991 die schwedisch-schweizerische ABB beteiligt.

### Südafrika
In Südafrika ist die Alstom-Gruppe an der Lieferung der Fahrzeuge Alstom X’Trapolis Mega durch Gibela (70 % Alstom) in Ekurhuleni beteiligt. Das ehemalige Bombardier-Werk in Isando konzentriert sich auf Antriebssysteme und produziert Hochleistungs-Traktionswandlersysteme für die Traxx-Plattform. Durch die Bombardier-Übernahme ist Alstom Lieferant für Gautrain. Alstom Southern Africa beteiligt sich an einer Reihe von Projekten außerhalb Südafrikas, wie zum Beispiel Signalprojekte in Tansania und Sambia.

### Norwegen
80 Mitarbeiter hat Alstom in Norwegen. Die Landesgesellschaft Alstom Transport Norway AS hat im Westen Oslos in Skøyen ihren Sitz. Ein Servicezentrum befindet sich im östlichen Stadtteil Oslo-Grorud.